# 锡泰尔讷
锡泰尔讷（法語：Citerne，法語發音：[sitɛʁn]）是法国上法蘭西大區索姆省的一个市镇，属于阿布维尔区。

## 地理
锡泰尔讷（49°58'57"N, 1°49'24"E）面积6.4 平方千米，位于法国上法蘭西大區索姆省，该省份为法国北部沿海省份，北起加来海峡省和北部省，西接滨海塞纳省和大西洋英吉利海峡，南至瓦兹省，东临埃纳省。
与锡泰尔讷接壤的市镇（或旧市镇、城区）包括：弗吕库尔、维里欧蒙、瓦雷勒、维默地区福瑟维尔、阿朗库尔、梅雷勒萨尔、讷维尔欧布瓦、沃-马尔凯讷维尔。
锡泰尔讷的时区为UTC+01:00、UTC+02:00（夏令时）。

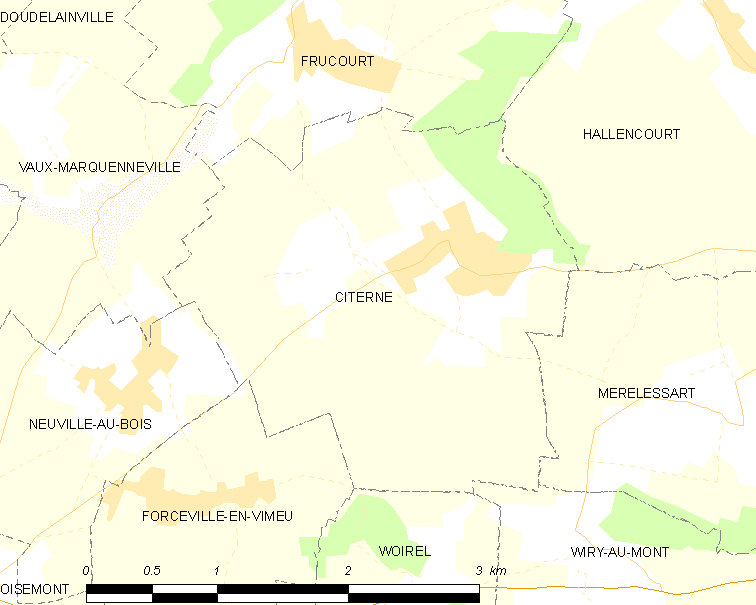
锡泰尔讷的OSM定位图

## 行政
锡泰尔讷的邮政编码为80490，INSEE市镇编码为80196。

## 政治
锡泰尔讷所属的省级选区为加马什县。

## 人口

1962-2008年间锡泰尔讷人口变化图示

锡泰尔讷于2022年1月1日时的人口数量为245人。